# Обра
О́бра (пол. Obra) — река в Польше. Левый приток Варты. Протекает по территории Великопольского и Любуского воеводств на западе страны.
Протяжённость реки составляет около 164 км. Площадь её бассейна насчитывает 2,8 тыс. км². Средний расход воды в нижнем течении около Бледзева с 1956 по 1990 года — 10 м³/с. Протекает река по равнине в широкой заболоченной долине, образуя протоки и рукава. Около Сквежины сливается с нижним течением Варты на высоте 23 м над уровнем моря.
На берегу реки Обры расположен город Борек-Велькопольский.